# Diaphragma (Empfängnisverhütung)

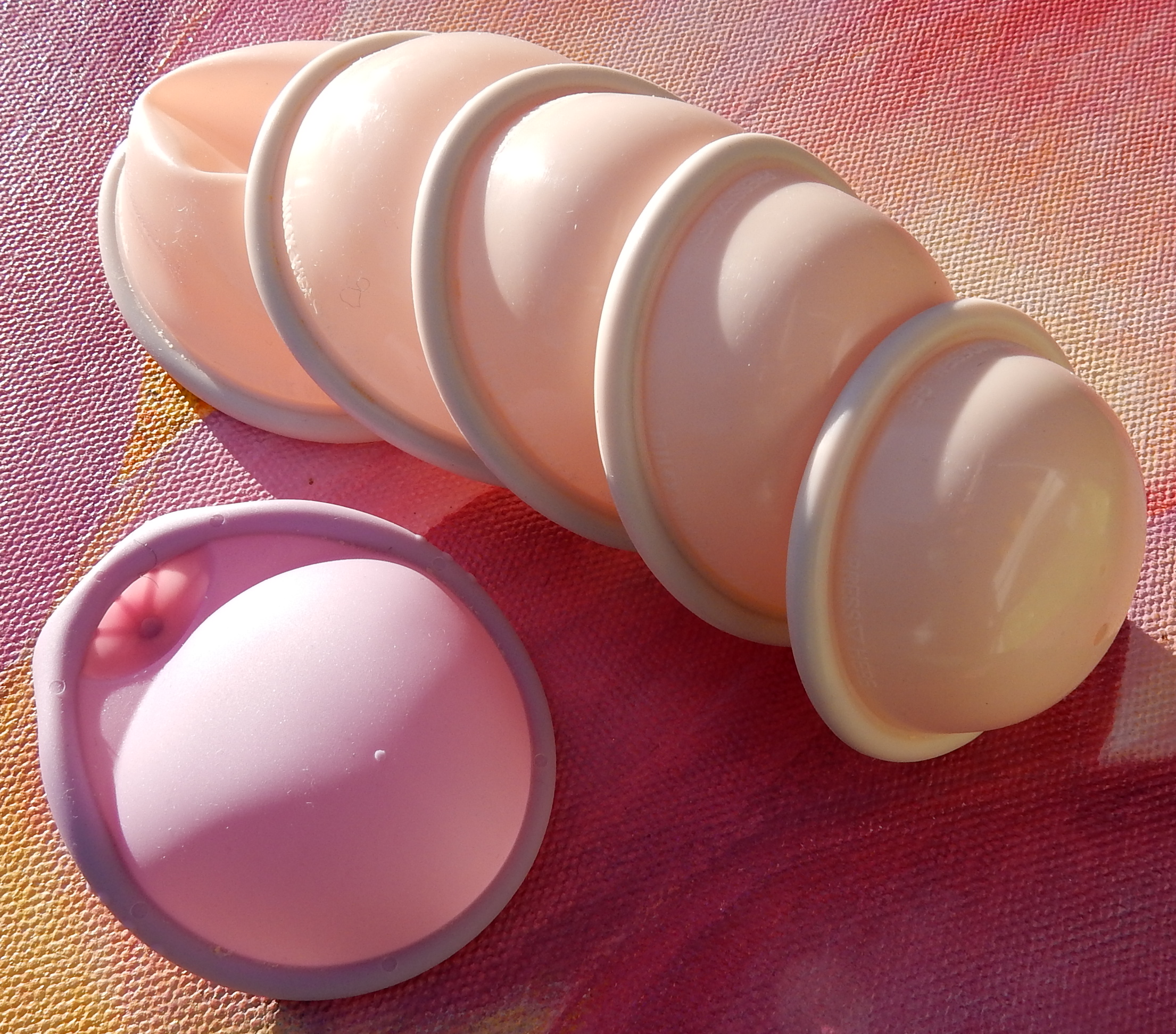
Diaphragmen in verschiedenen Größen, Sorten und Farben

Prinzip der Verhütung mit einem Diaphragma

Ein Diaphragma (Plural Diaphragmen bzw. Diaphragmata; altgriechisch διάφραγμα diáphragma „Zwischenwand“) oder allgemeiner Pessar ist eine Silikonmembran zur Empfängnisverhütung. Es liegt als mechanische Barriere über dem Muttermund, zusätzlich überzieht ein innen auf das Diaphragma aufgetragenes spermizidhaltiges Gel den Muttermund und verhindert so das Eindringen von Spermien in die Gebärmutter.

## Anwendung

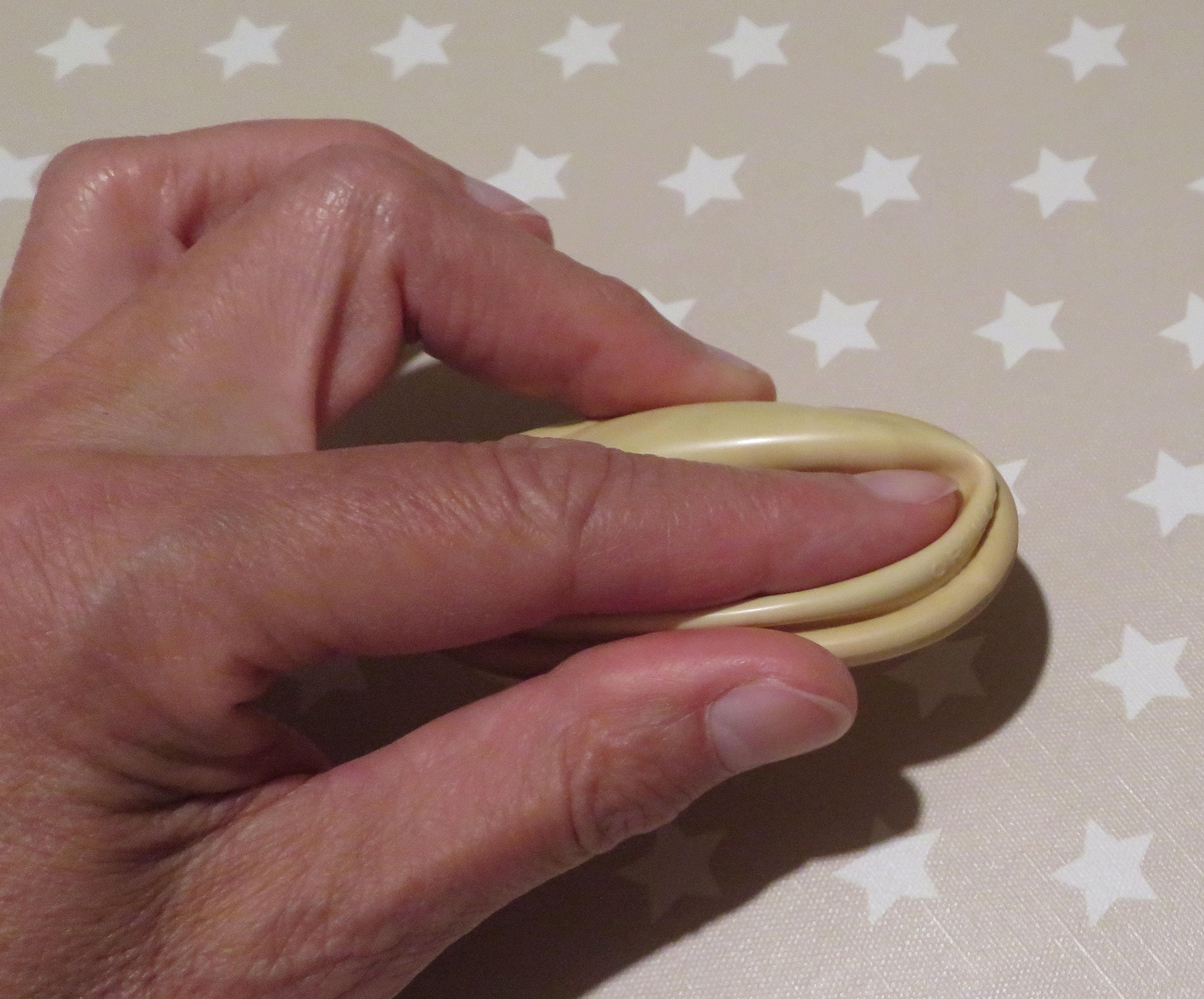
Ein Diaphragma lässt sich so zusammendrücken, dass es mit dem Zeigefinger in die Scheide einführt werden kann

Diaphragmata zur Empfängnisverhütung sind weiche, schalenförmige Kappen aus Silikon mit einer eingearbeiteten Metall- oder Kunststofffeder. Sie werden vor dem Geschlechtsverkehr so in die Scheide der Frau eingelegt, dass sie zwischen dem zervikalen Ende der Scheide und der vorderen Scheidenwandung sitzen und dadurch den Muttermund vollständig bedecken. Die passende Größe des Diaphragmas muss durch einen Gynäkologen, Hebamme oder Krankenschwester bestimmt werden und beträgt zwischen 60 und 90 mm Durchmesser. Neben Mehrgrößendiaphragmen, die in 5-mm-Schritten angeboten werden, gibt es seit 2013 auch ein Einheitsgrößendiaphragma, das ca. 85 % der Frauen passt und ebenfalls von einer medizinischen Fachperson angepasst werden sollte.
Eine ausreichende empfängnisverhütende Wirkung wird nur erreicht, wenn gleichzeitig Spermizide oder die überwiegend auf Milchsäure basierenden Spermiostatika verwendet werden und das Diaphragma nicht früher als acht Stunden nach dem Geschlechtsverkehr wieder entfernt wird. Längere Verweilzeiten als 24 Stunden sollten jedoch vermieden werden. Durch zu langes Verbleiben eines Diaphragmas in der Scheide kann in seltenen Fällen das toxische Schocksyndrom  ausgelöst werden. Ebenso kann es bei tagelangem Tragen in der Zeit der Menstruation zu einem Rückstau von Menstrualblut kommen. Wird das Diaphragma nach jeder Benutzung sorgfältig gewaschen, ist es über mehrere Jahre viele Male gebrauchsfähig. Anders als ein Kondom schützt ein Diaphragma nicht vor sexuell übertragbaren Erkrankungen.

## Verhütungssicherheit
Der Pearl-Index des Diaphragmas liegt, wenn es zusammen mit einem spermiziden Gel verwendet wird, zwischen 1 und 8. Es ist damit etwas sicherer als ein Kondom, welches einen Pearl-Index zwischen 2 und 12 besitzt. Ohne spermizides Gel sinkt die Verhütungssicherheit des Diaphragmas auf einen Pearl-Index von etwa 20. Das Einsetzen und Entfernen des Diaphragmas erfordert etwas Übung.

## Verhütungsgele und -cremes
Das Diaphragma sollte immer mit einem Verhütungsgel oder einer Verhütungscreme benutzt werden, da es sonst nicht ausreichend vor einer Schwangerschaft schützt. Der Wirkstoff sind entweder Spermizide, welche die Spermien abtöten oder Spermiostatika, welche die Spermien unbeweglich machen. Die Sicherheit von Spermiziden und Spermiostatika ist gleichwertig. Spermiostatika bestehen meist aus Milchsäure, sind besser verträglich und im Gegensatz zu Spermiziden nahezu geschmacksneutral.
Gel und Diaphragma dürfen frühestens zwei Stunden vor dem Geschlechtsverkehr eingeführt werden. Bei mehrfachem Geschlechtsverkehr innerhalb von 6 Stunden nach dem Einsetzen des Diaphragmas wird dieses nicht zwischenzeitlich entfernt. Stattdessen wird mittels eines Applikators zusätzliches spermiostatisches oder spermizides Gel in die Vagina eingeführt, damit keine lebenden Spermien an den Muttermund gelangen. Alternativ kann bei Mehrfachverkehr zusätzlich ein Kondom verwendet werden.

## Kosten
Die Kosten betragen je nach Produkt zwischen 35 und 50 Euro, entsprechende Gele um 10 Euro mit ca. 15 Anwendungen pro Tube. Außerdem fallen mögliche Kosten für Versand, Anpassung und ggf. Kontrolluntersuchung an.